# Стрекоза черноморская
Стрекоза черноморская, или плоскобрюх понтийский, (Libellula pontica) — вид разнокрылых стрекоз из семейства настоящих стрекоз.

## Описание
Длина 39—42 мм, брюшко 22—26 мм, заднее крыло 29—32 мм. Глаза соприкасаются. Перепоночка беловатого цвета. Основание передних крыльев бесцветное или янтарно-полупрозрачное, лишено тёмного непрозрачного пятна или полоски. Самец: лицо красное. У взрослых особей брюшко кирпично-красное с чёрной полосой посредине. Данный вид никогда не имеет голубоватого или сизого налета на теле — брюшко даже взрослых самцов остаётся всю жизнь кирпично-красного цвета.

## Ареал
Краснодарский край России, Грузия («Кахетия»), Армения, Европейская часть Турции (Анатолия).
С территории Краснодарского края известен из района Сочи.

## Биология
Время лёта: конец мая — август. Встречается у стоячих или медленно текущих водоёмах различных типов и размеров, с богатой водной растительностью и обязательно окружённых тростниковой или камышовой растительности.